# Vera Kuzmina
Vera Kuzminicina Kuzmina (în ciuvașă și în rusă Вера Кузьминична Кузьмина; n. 16 noiembrie 1923, Ianșihovo-Norvași⁠(d), RSFS Rusă, URSS – d. 22 octombrie 2021, Ceboksarî, Ciuvașia, Rusia) a fost o actriță de teatru și recitatoare sovietică și ciuvașă. A fost decorată ca Artistă a Poporului din URSS în 1980 și i s-a acordat titlul de „Cetățean de Onoare” al Republicii Ciuvașe în 2003. În 2018, i s-a acordat premiul festivalului rus de teatru Masca de Aur.

## Biografie
Kuzmina s-a născut în satul Ianșihovo-Norvași (acum în districtul Iantikovski, Ciuvașia, Rusia) la 16 noiembrie 1923. În timpul celui de-Al Doilea Război Mondial (1941–1943), ea a lucrat lângă Smolensk, în regiunea Moscova, la o exploatare forestieră. A absolvit Institutul de Stat de Arte Teatrale (în rusă Российский институт театрального искусства) din Moscova. Primul ei profesor a fost actorul Teatrului de Artă din Moscova Mihail Tarhanov.

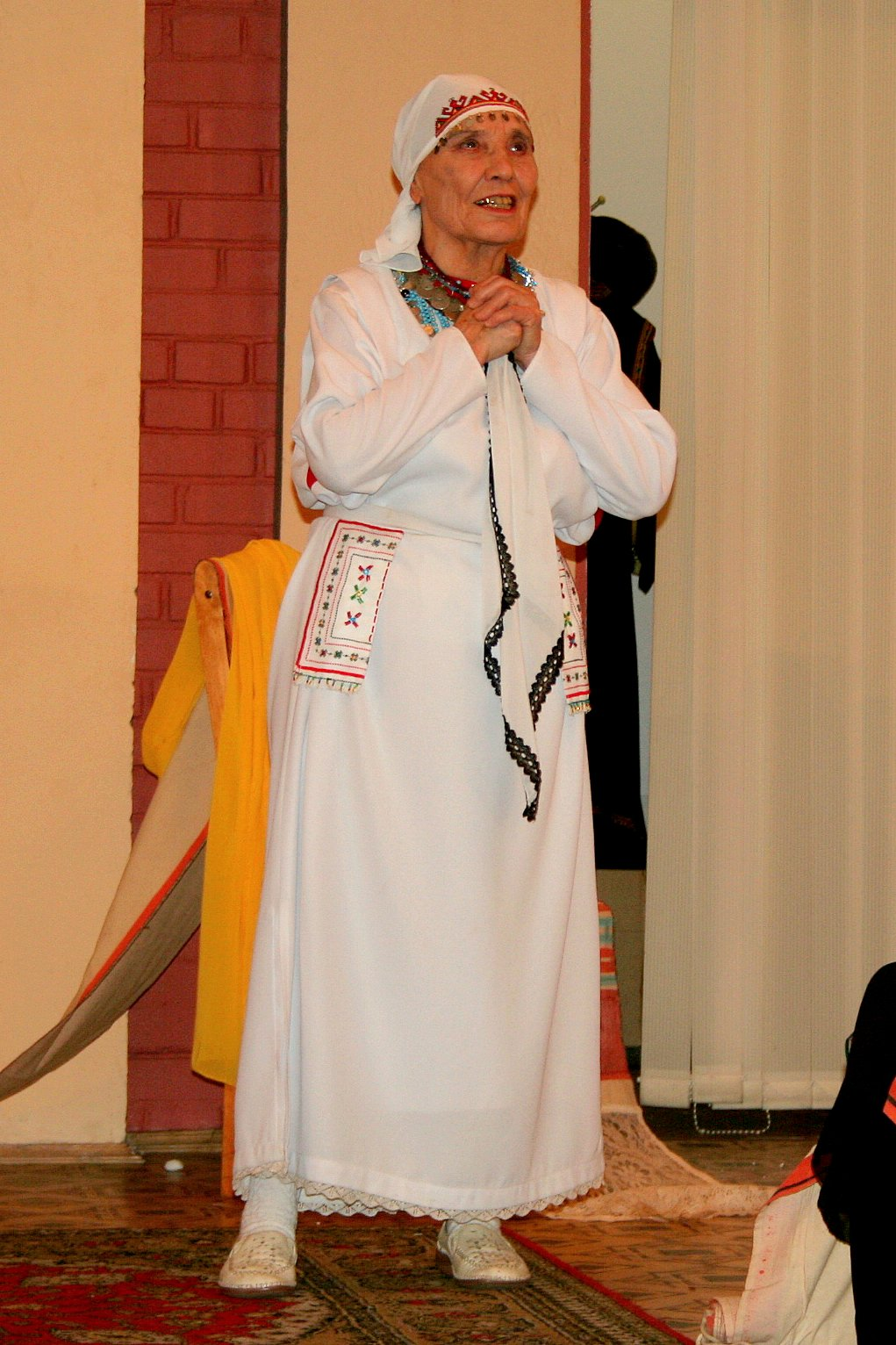
Vera Kuzmina

Din 1947, ea a fost actrița principală a Teatrului Dramatic Academic Ciuvașia din Ceboksarî. A jucat peste 100 de roluri pe scenă. Timp de peste 60 de ani de activitate în teatru, ea a întruchipat personaje ale clasicilor ruși și străini, precum și lucrări ale literaturii și dramaturgiei naționale ciuvașe pe scena ciuvașă. Printre rolurile sale s-au remarcat cele din piesele: Pâine neagră de Nikolai Ilbekov, Nunta sângeroasă de F. Garcia Lorca, Divizia Siberiană și Cucul gătește orice de Terentiev, Narspi⁠(ru)[traduceți] de Konstantin Ivanov, Aidar de Osipov, Mure de-a lungul gardului de Boris Cindikov și multe altele.
Kuzmina a lucrat și la radio; unde a citit poezii, povestiri și romane. A participat la producții de radio și televiziune. Lectura ei artistică este un exemplu de discurs scenic ciuvaș. Din 1952, ea a participat la dublarea a peste 300 de filme în limba ciuvașă. Timp de câțiva ani a fost președinta filialei ciuvașe a Fundației Culturale Ruse⁠(ru)[traduceți].
În 1994 a fost realizat un film documentar Ciclul Timpului despre munca actriței, după un scenariu de Alekseiev (produs de Ciuvașkino (Чăвашкино) și Kazan Newsreel Studio).

## Viața personală
Kuzmina a fost căsătorită cu Piotr Huzangai (1907–1970), un poet ciuvaș. Au avut doi copii; un fiu și o fiică. 
Fiul ei, Atner Huzangai (născut în 1948), este un renumit filolog și critic literar.
Vera Kuzmina a decedat după o lungă boală în Ceboksarî, la 22 octombrie 2021, la vârsta de 97 de ani.

## Premii și recunoaștere
- Artistă a Poporului al URSS în 1980
- Laureat al Premiului de Stat al Republicii Autonome Sovietice Socialiste Ciuvașe⁠(ru)[traduceți] (1991)
- Ordinul „Pentru Meritul Patriei” clasa a IV-a (1999)
- Cetățean de onoare al Republicii Ciuvașe⁠(ru)[traduceți] (2003)
- Ordinul de Onoare (2014)[8]
- Premiul Teatrului Național Rus „Masca de Aur” (2018)